# Bennuhäger
Bennuhäger (Ardea bennuides) är en förhistorisk utdöd fågel i familjen hägrar inom ordningen pelikanfåglar. Den är känd från subfossila lämningar funna i Förenade Arabemiraten från Umm an-Nar-perioden (år 2500–2000 f.Kr.). Fågeln var mycket stor, tydligt större än den största nu levande Ardea-arten goliathäger. Den tros ha inspirerat till gestalten Bennu, motsvarigheten till fågel Fenix i egyptisk mytologi, därav dess svenska och vetenskapliga namn.